# Tân Lập, Yên Mỹ
Tân Lập là một xã và là huyện lỵ của huyện Yên Mỹ, tỉnh Hưng Yên, Việt Nam.

## Địa lý
Xã Tân Lập nằm ở phía đông huyện Yên Mỹ, cách thủ đô Hà Nội 33 km về phía đông nam và cách thành phố Hưng Yên 32 km về phía bắc, có vị trí địa lý:
- Phía nam giáp thị trấn Yên Mỹ
- Phía bắc giáp xã Liêu Xá
- Phía đông giáp xã Trung Hòa
- Phía tây giáp xã Ngọc Long và xã Thanh Long.

Xã Tân Lập có diện tích 5,21 km², dân số năm 2019 là 10.275 người, mật độ dân số đạt 1.945 người/km².

## Giao thông
Các tuyến, hệ thống giao thông quan trọng đi qua xã Tân Lập:
- Quốc lộ 39: đi Phố Nối, thành phố Hưng Yên, thành phố Thái Bình...
- Tỉnh lộ 376: đi ngã tư Phố Nối A, cầu Lác, Trai Trang...
- Tỉnh lộ 380: đi Liêu Xá, Phố Nối, Văn Lâm...
- Hệ thống xe buýt: 205.

## Hành chính
Xã Tân Lập được chia thành 5 thôn: Liêu Hạ, Thư Thị, Nho Lâm, Thổ Cốc, Hào Xuyên.

## Lịch sử
Trước đây, xã Tân Lập thuộc huyện Mỹ Văn cũ.
Ngày 24 tháng 7 năm 1999, Chính phủ ban hành Nghị định 60/1999/NĐ-CP về việc chuyển xã Tân Lập thuộc huyện Mỹ Văn cũ về huyện Yên Mỹ mới tái lập quản lý.

## Kinh tế
Xã Tân Lập trước đây là một xã thuần nông với đa số người dân tham gia sản xuất nông nghiệp và buôn bán nhỏ. Từ khoảng những năm 2005 - 2010 trở lại đây do quá trình công nghiệp hóa chung, kinh tế của xã đã có những thay đổi đáng kể. Số người tham gia vào các ngành công nghiệp dịch vụ tăng nhanh nhất là khu vực ven tỉnh lộ 380 với nhiều loại hình hoạt động và kinh doanh đa dạng hơn, đời sống nhân dân được cải thiện rõ nét. Trên địa bàn xã hiện có các công ty vừa và nhỏ nằm trong hệ thống của khu công nghiệp Phố Nối B, các công ty này cung cấp một lượng việc làm đáng kể cho dân cư lao động trong và ngoài khu vực.

## Văn hóa

### Khái quát
Xã Tân Lập là vùng đất đã có từ lâu đời.Trước kia, thôn Liêu Hạ có tên là Đình Sơn nổi tiếng với nghề truyền thống sơn son thếp vàng (hiện nay đã thất truyền).

### Di tích lịch sử
Xã là nơi có các di tích lịch sử đã được tỉnh và quốc gia công nhận như là:
- Đình thôn Thổ Cốc trên địa bàn thôn Thổ Cốc đã được công nhân di tích lịch sử cấp quốc gia do những ý nghĩa trong thời kì cách mạng tháng Tám giành chính quyền.
- Đền Thiên Đế trên địa bàn thôn Liêu Hạ được công nhận di tích lịch sử cấp tỉnh.Đền là nơi thờ đức Đế Thích, đây là nơi phát tích của câu truyện "Hồn Trương Ba da hàng thịt" nổi tiếng. Sau này được nhà soạn kịch, nhà văn Lưu Quang Vũ chuyển thể thành tác phẩm kịch nổi tiếng cùng tên. Bên cạnh đó Đền Thiên Đế còn nổi tiếng với sự tích Cá Thần đội khánh đá bơi vào trong Đền sau đó bơi ra sông làng Thổ Cốc nhưng đến giếng làng Nho Lâm thì hóa đá. Hiện trong đền còn lưu giữ nhiều cổ vật và tượng có giá trị. Lễ hội Đền Thiên Đế được tổ chức vào ngày mồng 9 tháng 1 Âm lịch hàng năm, thu hút đông đảo người dân về trẩy hội.